# Rashad Nabiyev
Rashad Nabi Oghlu Nabiyev (en azerí: Rəşad Nəbi oğlu Nəbiyev; Bakú, 26 de agosto de 1977) es el ministro de Desarrollo Digital y Transporte de la República de Azerbaiyán (desde 2021).

## Biografía
Rashad Nabiyev nació el 26 de agosto de 1977 en Bakú. Después de graduarse de la escuela secundaria, en 1994 ingresó en la  Academia de Administración Pública del Presidente de República de Azerbaiyán. Recibió su maestría de Universidad de Carolina del Norte en Chapel Hill en 2002.
Está casado y tiene tres hijos.

### Carrera
Desde 24 de noviembre de 2011 hasta 2021 fue el presidente de Azercosmos.
Según la orden del 26 de enero de 2021 del presidente de Azerbaiyán, Ilham Aliyev, Rashad Nabiyev ha sido nombrado Ministro de Transporte, Comunicaciones y Altas Tecnologías de Azerbaiyán.

### Premios y títulos
- Medalla Taraggi (2014)[4]
- Medalla "Centenario de la República Democrática de Azerbaiyán" (2019)